# Stadio Oreste Granillo
Das Stadio Oreste Granillo ist ein Fußballstadion in der Italienischen Stadt Reggio Calabria, Region Kalabrien. Es ist die Heimspielstätte des Fußballvereins Urbs Reggina 1914 und bietet 27.713 Plätze, davon sind 735 V.I.P.-Plätze und 148 Presseplätze. Es besteht aus vier einzelnen Rängen, die dicht am Spielfeld platziert sind. Einzig die Haupttribüne besitzt eine Überdachung.

## Geschichte
Die Anlage wurde in den 1920er Jahren mit finanzieller Hilfe des damaligen Präsidenten von Reggina Calcio, Giuseppe Vilardi, gebaut. 1997 erfolgte die Umbenennung von Stadio Michele Bianchi in Stadio Oreste Granillo. Oreste Granillo war ein Ex-Präsident der Reggina, unter dessen Führung erstmals der Aufstieg in die Serie B gelang.
Da die Mannschaft immer größere Erfolge verzeichnen konnte, stieg auch die Anzahl der Zuschauer, deshalb wurde das Stadion 1999 umgebaut.

## Galerie

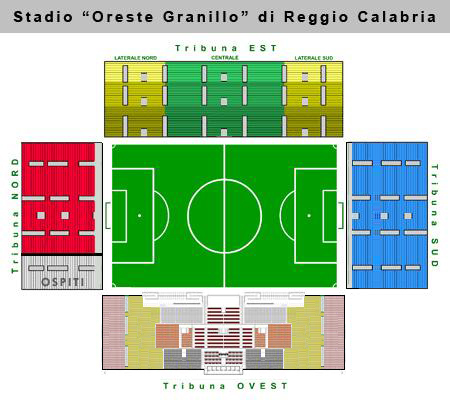
Tribünenplan
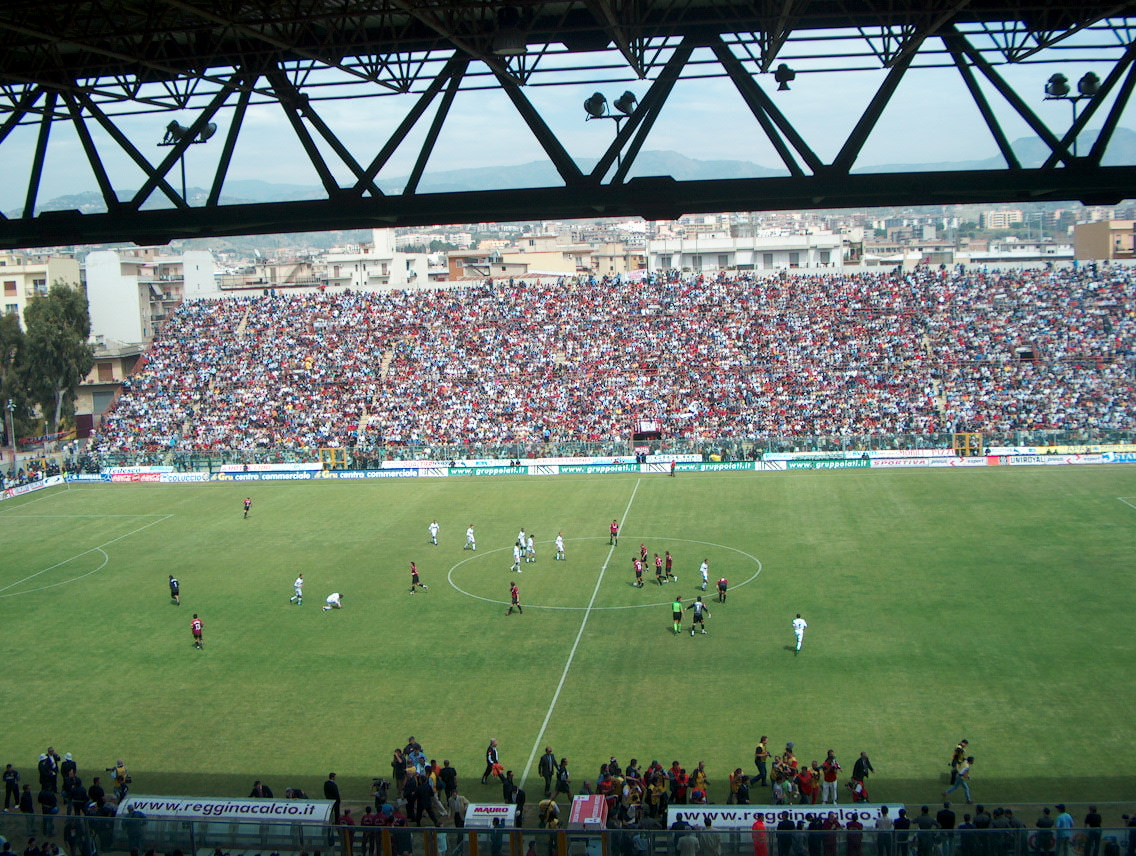
Das Stadion 2003
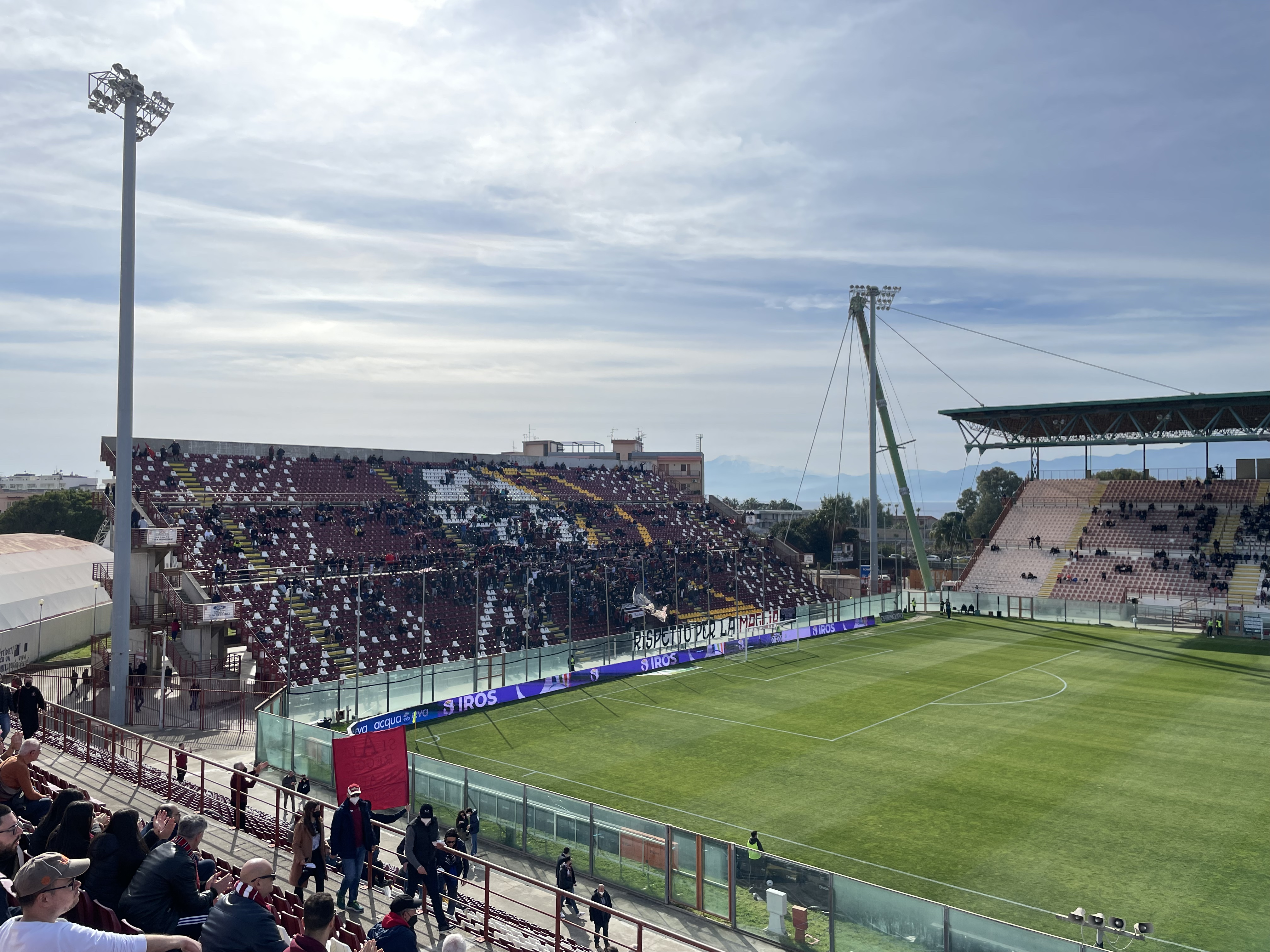
Das Stadion während eines Spiels der Serie B gegen Pordenone Calcio (2022)